# Список умерших в 711 году

## Апрель
- 14 апреля — Хильдеберт III, король франков (695—711) из династии Меровингов.

## Декабрь
- 11 декабря — Юстиниан II, византийский император (685—695 и 705—711), последний представитель Ираклийской династии.
- Тиверий, сын византийского императора Юстиниана II, соправитель с 706 года.

## Дата смерти неизвестна или требует уточнения
- Анастасия, византийская императрица, супруга императора Константина IV.
- Арментарий Антибский, католический святой.
- Барсбек-каган, правитель енисейских кыргызов.
- Вардан II, царь Кавказской Албании (694—711).
- Гизо, епископ Кёльна.
- Иоанн III Ризокоп, экзарх Равенны (710—711).
- Родерих, король вестготов (709—711).
- Согэ, тюргешский каган (708—711).
- Тархун, согдийский ихшид.
- Цезарий II, герцог Неаполя (706—711).
- Эрен-Улуг, дипломат и посол Кыргызского каганата.